# Opius nitidulator
Opius nitidulator är en stekelart som först beskrevs av Christian Gottfried Daniel Nees von Esenbeck 1834.  Opius nitidulator ingår i släktet Opius och familjen bracksteklar. Arten är reproducerande i Sverige. Inga underarter finns listade i Catalogue of Life.